# Can Gelabert de la Riera
Can Gelabert de la Riera és un edifici del municipi de Sant Just Desvern (Baix Llobregat) que forma part de l'Inventari del Patrimoni Arquitectònic de Catalunya.

## Descripció
És un conjunt de diverses edificacions que formen un aiguabarreig arquitectònic de difícil anàlisi. L'edifici original és possible que fos una masia amb ràfec paral·lel a terra i accés no central, però està orientada a llevant. És en aquesta façana on es troba el portal dovellat, posseint una arcada de pedra al vestíbul i marcs de pedra a les finestres. El rellotge de sol està a la façana lateral, la de migdia, en una posició també atípica, conseqüència de l'orientació de la casa. El conjunt d'edificacions té el clàssic corral. A la planta baixa hi ha un celler amb dipòsit per a gra i vi.

## Història
Hi ha referències de la família en el 1379. Del 1524 es tenen referències de la casa. Una llosa a l'era presenta la inscripció "MALA RET MA FESIT" (1680). La pintura del sostre del vestíbul, que posseeix arcs de pedra semicirculars arrencant de terra, data del 1722.